# Sherrie Levine
Pour les articles homonymes, voir Levine.
Sherrie Levine (née en 1947 à Hazleton, en Pennsylvanie) est une artiste conceptuelle et photographe américaine.

## Biographie et œuvre
En 1977, Sherrie Levine présente le projet "Shoe Sale" au Mercer Street Store. Soixante-quinze paires de chaussures pour enfant mais mimant des chaussures d'homme, étaient mises en vente dans l'espace artistique. C'est bien le terme de "vente" que l'artiste défend, par opposition au terme d'exposition. Ces chaussures provenaient d'un dépôt-vente de San Jose. Elle place alors une pancarte devant la boutique, mentionnant "deux chaussures pour deux dollars", et tout a été vendu en une seule journée. Elle met déjà en valeur des thèmes qui lui seront chers, comme le rapport entre pièces uniques et séries. C'est aussi une manière pour l'artiste de s'initier aux techniques du "ready-made" popularisé par Marcel Duchamp.
La même année, elle expose dans l'Artists Space, une galerie d'art alternative newyorkaise, dans le quartier Tribeca à Manhattan, aux côtés des artistes Troy Brauntuch, Jack Goldstein, Robert Longo et Philip Smith. L'exposition, organisée par le critique Douglas Crimp et intitulée "Pictures", se concentre sur le thème de l'appropriation des images populaires de la culture de masse. Elle y présente sa série intitulée President Collage, qu'elle continuera jusqu'en 1978-1979 : Sherrie Levine coupe dans des magazines féminins les silhouettes de trois présidents américains, George Washington, Abraham Lincoln, et John F. Kennedy.
Levine a réellement commencé à être connue avec After Walker Evans, travail exposé à la Metro Pictures Gallery (en) en 1981. L'œuvre est composée de photographies de Walker Evans, rephotographiées par Levine dans un catalogue et présentées en tant que telles. Les clichés d'Evans (rendus célèbres par son livre Let Us Now Praise Famous Men, ouvrage avec des textes de James Agee) sont largement considérés comme le principal témoignage photographique sur les pauvres de l'Amérique rurale pendant la Grande Dépression. Bien que Levine qualifie elle-même ce concept comme de l'"appropriation", les descendants de Walker Evans dénoncent une violation du droit d'auteur et achètent les œuvres de Levine pour qu'elles ne se retrouvent pas à la vente.
Elle réitère le même type de travail avec "After Karl Blossfledt", dont elle photographie les photos de plantes de l'artiste allemand Karl Blossfeldt, mais aussi les photographies d'Andreas Feininger et Eliot Porter. Toujours sur le même principe, en 2007, Sherrie Levine produit After Stieglitz, After Cézanne (2007) et After August Sander (2012).
En s'appropriant ces images, Levine soulève peut-être des questions sur les classes, l'identité, l'utilisation politique de l'image, la nature de la créativité et la manière dont le contexte affecte la vue des photographies. Elle pose également la question de la place de l'artiste féminin, dans un monde artistique où le langage et les fantasmes sont largement hérités de figures masculines.
Les travaux de Levine comprennent des photographies de tableaux de van Gogh, provenant d'un livre sur son œuvre, des aquarelles basées directement sur les peintures de Fernand Léger, des morceaux de contreplaqué dont les nœuds ont été peints d'une couleur vive. Elle se sert également de reproductions catalogues de dessins de Matisse, aquarelles de Kandinsky, peintures de Kirchner, Mondrian ou Monet : elle les photographie ou les numérise, et les fait appliquer sur des panneaux de bois par des restaurateurs de tableaux.
En 1991, elle conçoit la sculpture Fountain, un urinoir en bronze, réalisé d'après celui de Marcel Duchamp (1917). L'utilisation d'une surface lisse et en bronze donne l'impression d'un objet produit en masse, par des outils techniques : l'artiste semble presque en retrait de toute implication sur l'œuvre. Elle pose là encore la question de l'originalité de l'œuvre d'art et de l'auteur.
La même année, en janvier, Sherrie Levine installe La Fortune, réalisé cette fois d'après Man Ray. Cette installation consiste en la réalisation d'une galerie remplie de tables de billard. Sur chacune des six tables, sont déposées trois balles tel un triangle isocèle imaginaires.
Au cours de sa vie, Levine a été exposée dans de nombreuses galeries partout à travers le monde : The Kitchen à New York (1979), Wadsworth Atheneum Museum of Art à Hartford (1987), Hirshhorn Museum and Sculpture Garden à Washington, D.C. (1988), San Francisco Museum of Modern Art (1991), Philadelphia Museum of Art (1993), Portikus (en) à Francfort (1994), Museum of Contemporary Art à Los Angeles (1995), le MAMCO à Genève, Kunstverein à Hambourg (1999), The Getty Research Institute à Los Angeles (2001) et Georgia O'Keeffe Museum à Santa Fe (2007).
Son travail a également été intégré dans le cadre d'expositions collectives, comme Pictures à l'Artist Space à New York (1977), documenta 7 (1982), Whitney Biennial (1985, 1989, and 2008), la biennale de Syndney (1986), Carnegie International (1988), Prospect 89 (1989), la biennale de São Paulo (1998), Singular Forms (Sometimes Repeated) au Solomon R. Guggenheim Museum à New York (2004), SITE Santa Fe (2004), et enfin The Pictures Generation, 1974–1984 au Metropolitan Museum of Art à New York (2009).

## Critiques et polémiques
Elle attire l'attention des critiques sur son œuvre dans les années 1980, lorsqu'elle est considérée comme membre d'un groupe d'artistes conceptuels politisés, dont font aussi partie Jenny Holzer, Richard Prince, Louise Lawler, Cindy Sherman et Barbara Kruger. En cause, la démystification qu'elle fait des artistes masculins de l'art moderne, et la déconstruction de concepts d'"auteur", "original" et "originalité". L'artiste Daniel Buren est particulièrement critique à son égard dans ses écrits, rapprochant son travail de l'artiste américain Jeff Koons.
Pourtant, si Sherrie Levine ne nie pas la ressemblance, elle confiait au Journal of Contemporary Art : « Lewallen : Pour parler encore de l'élégance et de la beauté, votre travail est souvent rattaché aux "objets de désir". Jeff Koons, dont le travail a récemment été exposé au Musée d'Art moderne de San Francisco, confie vouloir donner aux spectateurs des objets désirables, des objets que les gens veulent. Il y a un rapport évident entre votre travail et celui de Koons, mais aussi des différences. Comment voyez-vous ce rapport entre vos œuvres respectives ? » « Levine : Je ne suis pas sûre... En réalité, il y a beaucoup de similarité et j'ai toujours pensé que Koons était un artiste extrêmement intéressant. Il est l'un des premiers artistes de ma génération dont j'ai découvert le travail à new York. Mais la plus grosse différence entre son travail et le mien est le sujet de nos œuvres. Mon sujet est le grand art et le sien est la culture populaire. »

## Expositions
- 1991, Sherrie Levine: La Fortune (After Man Ray), San Francisco Museum of Modern Art, USA (1991)[14]
- 1993-1995, Sherrie Levine: Newborn, Philadelphia Museum of Art; Portikus, Frankfurt, Germany; Marian Goodman Gallery, New York; The Menil Collection, Houston; Museum of Contemporary Art, Los Angeles, USA (1993-1995)[15]
- 1997, Inviter 5/ Sherrie Levine, Casino Luxembourg - Forum d'art contemporain, Luxembourg (1997)[16]
- 1998, Taking Pictures: Sherrie Levine after Walker Evans, Harn Museum of Art[17], University of Florida, Gainesville, USA (1998)
- 1999, New Sculpture, 1996-1999, avec Joost van Oss, Musée d'art moderne et contemporain (MAMCO), Geneva, Switzerland (exposition de deux artistes) (du 23 juin au 12 septembre 1999)[18]
- 2006, Abstraction, The Arts Club of Chicago, Chicago, USA (puis a voyagé au Georgia O'Keeffe Museum, Santa Fe)(du 19 septembre au 15 décembre 2006)[19]
- 2007, Simon Lee Gallery, 12 Berkeley Street, Londres, UK, du 20 juin au 17 août 2007[20]
- 2007, Nyehaus, 15 Gramery Park South, New York, USA, du 12 septembre au 27 octobre 2007[20]
- 2010, Pairs and Posses, Museum Haus Lange, Wilhelmshofallee 91-97, 47800 Krefeld, Allemagne (du 10 octobre 2010 au 6 février 2011)[21]
- 2011, Mayhem, Whitney Museum of American Art, New York, USA (du 10 novembre 2011 au 29 janvier 2012)[22]
- 2013, Sherrie Levine, Portland Art Museum, Oregon, USA (du 29 juin au 27 octobre 2013)[23]
- 2016, After All, Neues Museum, State Museum for Art and Design in Nuremberg, Allemagne (2016)[24]

## Œuvres et installations
- 1981, After Edward Weston
- 1981, After Karl Blossfeldt
- 1989, Crystal Bachelor
- 1991, Fountain (After Marcel Duchamp)
- 1992, 2 Shoes[25]
- 1993, Large Crate Tables, 6 tables, frêne non-traité
- 1996, Hobbyhorse
- 2000, Monochromes